# Heppenheimer Kreuz

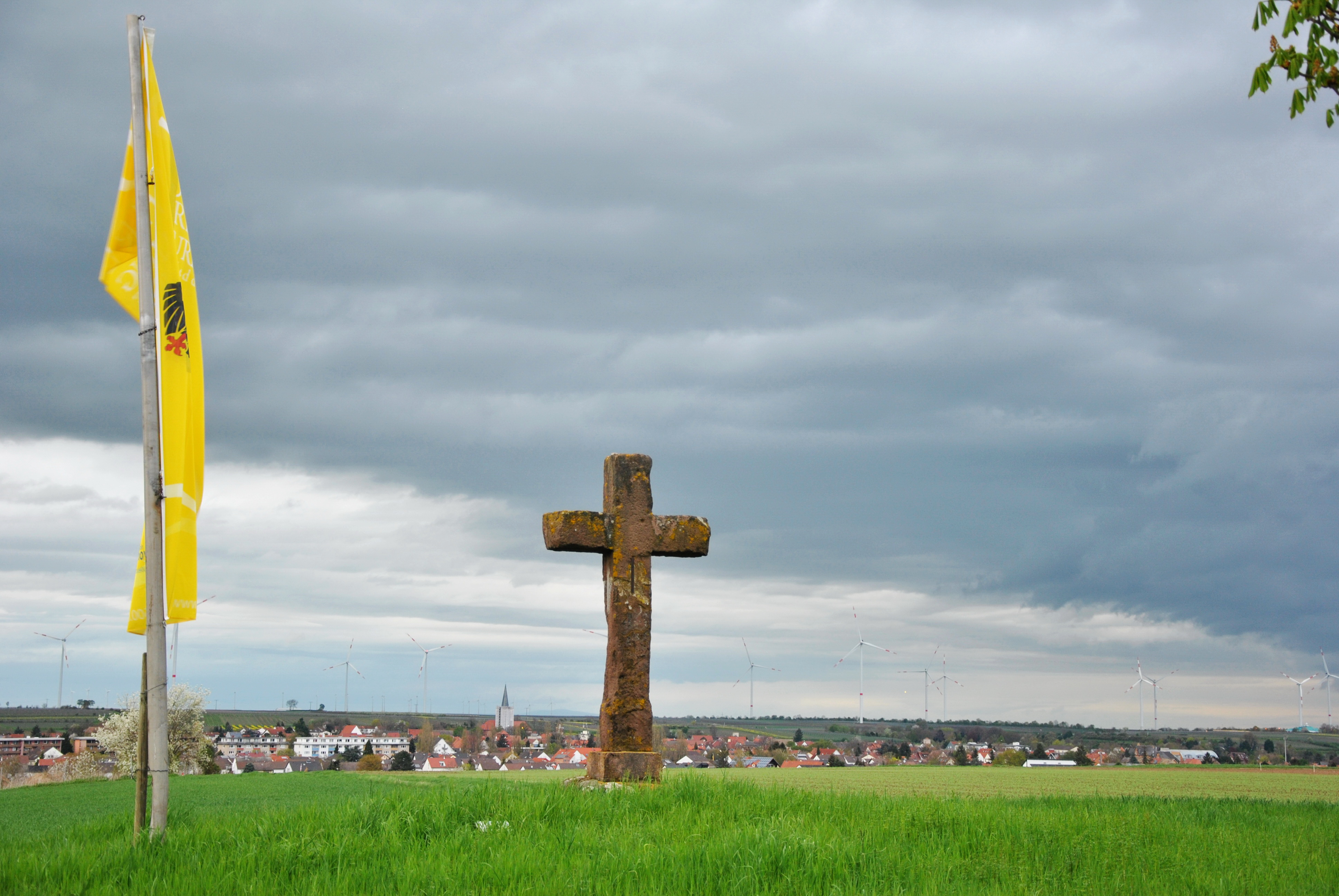
Heppenheimer Kreuz mit Blick auf Worms-Pfeddersheim

Das Heppenheimer Kreuz (auch Heiliges Kreuz) ist ein spätmittelalterliches Rotsandsteinkreuz im Süden der Gemarkung von Worms-Pfeddersheim. Das mit 1557 bezeichnete Flurkreuz ist ein geschütztes Kulturdenkmal.

## Beschreibung
Das insgesamt etwa 3 m hohe Kreuz aus Rotsandstein steht auf einem zweistufigen quadratischen Sockel, dessen untere Stufe sich heute vollständig im Boden befindet. Das eigentliche Kreuz ist etwa 2,60 m hoch, die Arme messen jeweils circa 0,50 m; der Schaft ist ungefähr quadratisch. Der obere Teil des Kreuzes mit der Bezeichnung 1557 auf der Nordseite des Querbalkens ist eine jüngere Ergänzung, die durch zwei Eisenklammern mit dem älteren Schaft verbunden ist.
Das Kreuz steht ungefähr an der Kreuzung der alten Straße von Pfeddersheim nach Heppenheim an der Wiese mit der ehemaligen Hochstraße von Worms über Obersülzen und Kleinbockenheim in Richtung Kaiserslautern, der heutigen B 47n. Obwohl es nachweislich mindestens einmal versetzt wurde, befindet es sich seit der Ersterwähnung 1443 in derselben Gemarkung.

## Geschichte
Obwohl die örtliche Überlieferung das Heppenheimer Kreuz mit der Schlacht bei Pfeddersheim im Juni 1525 verbindet und dort Gräber der aufständischen Bauern vermutet, ist das Kreuz nachweislich älter, die erste Erwähnung stammt vom 4. April 1443, als ein Peter Sengel „einen halbin morgin wingarts am Heppenheimer wege nahir dem heiligen creucz“ als Pfand gab. Eine weitere Erwähnung datiert von 1521.
Die Angabe 1557 auf der nach Pfeddersheim zeigenden Seite des Querbalkens verweist möglicherweise auf das Pfeddersheimer Religionsgespräch vom 25. August 1557 zwischen 40 Täufern aus der Region und lutherischen Theologen um Johannes Brenz, Jakob Andreae und Johannes Marbach, mit dem Kurfürst Ottheinrich von der Pfalz die Ausbreitung der Täuferbewegung in der Kurpfalz verhindern wollte. Es blieb, wie auch das Frankenthaler Religionsgespräch von 1571, ohne Einigung.
Die Umgebung des Kreuzes wurde 1938 während Arbeiten zur Flurbereinigung archäologisch untersucht. Unterhalb des Kreuzes wurde ein Fußboden aus Sandsteinplatten festgestellt, der von Mauerfundamenten umgeben war. Möglicherweise gehörten diese zu einer 1525 erwähnten Kapelle im Süden Pfeddersheim; Schnabel vermutet, dass das Kreuz nach der Zerstörung der Kapelle innerhalb des ehemaligen Kirchenraums aufgestellt wurde.